# 西嶋有厚
西嶋有厚（にしじま ありあつ、1929年5月6日- )は、日本の西洋史学者、福岡大学名誉教授。

## 人物・来歴
東京生まれ。1947年福岡県中学修猷館を経て、 1954年九州大学文学部卒、59年同大学院博士課程満期退学。1972年「ガポンとガポン組合 血の日曜日事件前史の研究」で文学博士。福岡大学人文学部講師、助教授、教授。2000年定年退職、名誉教授。

## 著書
- 『原爆はなぜ投下されたか 日本降伏をめぐる戦略と外交』青木書店, 1968　のち文庫
- 『ロシア革命前史の研究 血の日曜日事件とガポン組合』青木書店, 1977.4
- 『切手で読む第二次世界大戦』青木書店, 1987.6
- 『切手でみるユーラシア諸国とその歴史』 (ユーラシア・ブックレット) 東洋書店, 2001.7

共編
- 『現代人の西洋史』古賀秀男、前間良爾共編. 法律文化社, 1979.4

## 論文
- <西嶋有厚